# Kupplungsglocke

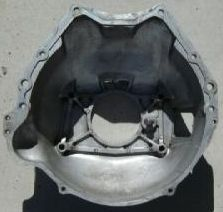
Kupplungsglocke, wie sie in Buick, Oldsmobile und Pontiac verbaut wird, Sicht aus Motorseite mit Ausbuchtung für Anlasserritzel

Die Kupplungsglocke (auch: Getriebeglocke, Kupplungsgehäuse) ist die geläufige, aber nicht fachliche Bezeichnung für ein Bauteil im KFZ-Antriebsstrang, zwischen Motorblock und Fahrzeuggetriebe. Es ist das Gehäuse des Schwungrads und der Kupplung, bei einem Automatikgetriebe ist es das Gehäuse von Schwungrad und Drehmomentwandler.
Das Gehäuse erhielt seinen Namen aufgrund der Glockenform, die sich durch die enthaltenen Bauteile ergibt.
Die Kupplungsglocke ist verschraubt mit dem Motorblock, ihr anderes Ende ist mit dem Getriebe verschraubt.
Nicht jedoch bei Transaxle-Bauweise, hier ist eine der beiden Anbindungen nur über die Transaxlewelle gegeben.
In kompakten Bauweisen (zum Beispiel Frontantrieb mit Frontmotor) werden manchmal Kupplungsglocke und Getriebegehäuse, mitunter auch das Differentialgehäuse, zu einem Bauteil kombiniert.
Üblicherweise ist im Bereich der Kupplungsglocke der Anlasser angebracht und greift zum Anlassen des Motors am Schwungrad an.